# الفصل الخامس من ميثاق الأمم المتحدة
ميثاق الأمم المتحدة الفصل الخامس

## المادة 23
1. يتألف مجلس الأمن من خمسة عشر عضواً من الأمم المتحدة، وتكون جمهورية الصين، وفرنسا، واتحاد الجمهوريات الاشتراكية السوفياتية، والمملكة المتحدة لبريطانيا العظمى وأيرلندا الشمالية، والولايات المتحدة الأمريكية أعضاء دائمين فيه. وتنتخب الجمعية العامة عشرة أعضاء آخرين من الأمم المتحدة ليكونوا أعضاء غير دائمين في المجلس. ويراعى في ذلك بوجه خاص وقبل كل شيء مساهمة أعضاء الأمم المتحدة في حفظ السلم والأمن الدولي وفي مقاصد الهيئة الأخرى، كما يراعى أيضاً التوزيع الجغرافي العادل.
2. ينتخب أعضاء مجلس الأمن غير الدائمين لمدة سنتين، على أنه في أول انتخاب للأعضاء غير الدائمين بعد زيادة عدد أعضاء مجلس الأمن من أحد عشر عضواً إلى خمسة عشر عضواً، يختار اثنان من الأعضاء الأربعة الإضافيين لمدة سنة واحدة والعضو الذي انتهت مدته لا يجوز إعادة انتخابه على الفور.
3. يكون لكل عضو في مجلس الأمن مندوب واحد.

## الوظائف والسلطـات

### المادة 24
1. رغبة في أن يكون العمل الذي تقوم به «الأمم المتحدة» سريعاً فعالاً، يتعهد أعضاء تلك الهيئة إلى مجلس الأمن بالتبعات الرئيسية في أمر حفظ السلم والأمن الدولي ويوافقون على أن هذا المجلس يعمل نائباً عنهم في قيامه بواجباته التي تفرضها عليه هذه التبعات.
2. يعمل مجلس الأمن، في أداء هذه الواجبات وفقاً لمقاصد «الأمم المتحدة» ومبادئها والسلطات الخاصة المخوّلة لمجلس الأمن لتمكينه من القيام بهذه الواجبات مبينة في الفصول السادس والسابع والثامن والثاني عشر.
3. يرفع مجلس الأمن تقارير سنوية، وأخرى خاصة، إذا اقتضت الحال إلى الجمعية عامة لتنظر فيها.

### المادة 25
يتعهد أعضاء «الأمم المتحدة» بقبول قرارات مجلس الأمن وتنفيذها وفق هذا الميثاق.

### المادة 26
رغبة في إقامة السلم والأمن الدولي وتوطيدهما بأقل تحويل لموارد العالم الإنسانية والاقتصادية إلى ناحية التسليح، يكون مجلس الأمن مسؤولاً بمساعدة لجنة أركان الحرب المشار إليها في المادة 47 عن وضع خطط تعرض على أعضاء «الأمم المتحدة» لوضع منهاج لتنظيم التسليح.

## في التصويت

### المادة 27
1. يكون لكل عضو من أعضاء مجلس الأمن صوت واحد.
2. تصدر قرارات مجلس الأمن في المسائل الإجرائية بموافقة تسعة من أعضائه.
3. تصدر قرارات مجلس الأمن في المسائل الأخرى كافة بموافقة أصوات تسعة من أعضائه يكون من بينها أصوات الأعضاء الدائمين متفقة، بشرط أنه في القرارات المتخذة تطبيقاً لأحكام الفصل السادس والفقرة 3 من المادة 52 يمتنع من كان طرفاً في النزاع عن التصويت.

## في الإجـراءات

### المادة 28
1. ينظم مجلس الأمن على وجه يستطيع معه العمل باستمرار، ولهذا الغرض يمثل كل عضو من أعضائه تمثيلاً دائماً في مقر الهيئة.
2. يعقد مجلس الأمن اجتماعات دورية يمثل فيها كل عضو من أعضائه - إذا شاء ذلك - بأحد رجال حكومته أو بمندوب آخر يسميه لهذا الغرض خاصة.
3. لمجلس الأمن أن يعقد اجتماعات في غير مقر الهيئة إذا رأى أن ذلك أدنى إلى تسهيل أعماله.

### المادة 29
لمجلس الأمن أن ينشئ من الفروع الثانوية ما يرى له ضرورة لأداء وظائفه.

### المادة 30
يضع مجلس الأمن لائحة إجراءاته ويدخل فيها طريقة اختيار رئيسه.

### المادة 31
لكل عضو من أعضاء «الأمم المتحدة» من غير أعضاء مجلس الأمن أن يشترك بدون تصويت في مناقشة أية مسألة تعرض على مجلس الأمن إذا رأى المجلس أن مصالح هذا العضو تتأثر بها بوجه خاص.

### المادة 32
كل عضو من أعضاء «الأمم المتحدة» ليس بعضو في مجلس الأمن، وأية دولة ليست عضواً في «الأمم المتحدة» إذا كان أيهما طرفاً في نزاع معروض على مجلس الأمن لبحثه يدعى إلى الاشتراك في المناقشات المتعلقة بهذا النزاع دون أن يكون له حق في التصويت، ويضع مجلس الأمن الشروط التي يراها عادلة لاشتراك الدولة التي ليست من أعضاء «الأمم المتحدة».

## انظر ايضاً
| ميثاق الأمم المتحدة                                                              |
| -------------------------------------------------------------------------------- |
|                                                                                  |
| الفصل الأول في مقاصد الهيئة ومبادئها                                             |
| الفصل الثاني فـي العضوية                                                         |
| الفصل الثالث فـي فروع الهيئـة                                                    |
| الفصل الرابع في الجمعيـة العـامة                                                 |
| الفصل الخامس في مجلـس الأمـن                                                     |
| الفصل السادس في حل المنازعات حلاً سلمياً                                           |
| الفصل السابع فيما يتخذ من الأعمال في حالات تهديد السلم والإخلال به ووقوع العدوان |
| الفصل الثامن في التنظيمات الإقليمية                                              |
| الفصل التاسع في التعاون الدولي الاقتصادي والاجتماعي                              |
| الفصل العاشر المجلس الاقتصادي والاجتماعي                                         |
| الفصل الحادي عشر تصريح يتعلق بالأقاليم غير المتمتعة بالحكم الذاتي                |
| الفصل الثاني عشر في نظام الوصاية الدولي                                          |
| الفصل الثالث عشر في مجلس الوصاية                                                 |
| الفصل الرابع عشر في محكمة العدل الدولية                                          |
| الفصل الخامس عشر في الأمـانة                                                     |
| الفصل السادس عشر أحكـام متنوعـة                                                  |
| الفصل السابع عشر في تدابير حفظ الأمن في فترة الانتقال                            |
| الفصل الثامن عشر في تعديل الميثاق                                                |
| الفصل التاسع عشر في التصديق والتوقيع                                             |